# Thierry Gioux
Thierry Gioux (né en 1960) est un dessinateur de bande dessinée français. Dessinateur réaliste, Gioux a notamment succédé à Philippe Adamov sur Le Vent des Dieux (11 tomes de 1991 à 2004) et créé avec le scénariste Fred Duval la série steampunk Hauteville House (19 tomes depuis 2004).